# Pericoma hiera
Pericoma hiera és una espècie d'insecte dípter pertanyent a la família dels psicòdids que es troba a Nord-amèrica: el Canadà (la Colúmbia Britànica) i els Estats Units (Montana i Wyoming).